# Cornóvios (Midlands)
Cornóvios (em latim: Cornovii; lit. "pessoas do corno"), eram um povo da Idade do Ferro na Britânia, e viviam nos condados modernos do norte Staffordshire, Shropshire e Cheshire na região inglesa de Midlands Ocidentais. A capital na época pré-romana era provavelmente a atual The Wrekin. Ptolomeu refere em sua Geografia do século II o nome de duas cidades: Deva Vitoriosa (Céstria), e Virocônio dos Cornóvios (Wroxeter), que se tornou em capital durante o domínio romano.

## História

Território dos cornóvios nas Midlands

Os cornóvios produziram pouco em forma de utensílios de cerâmica identificáveis. Seus locais são identificados pelos detalhes das construções de seus forte de montanhas e artefatos de metal. Eles construíram numerosos fortes de montanhas, incluindo Titterstone Clee perto de Bitterly. Acredita-se que o forte de montanha de Old Oswestry também tenha sido habitado pelos cornóvios. Um destes fortes de montanha é provavelmente aquele mencionado pelo historiados Tácito como o último refúgio da resistência liderada por Carataco em 50 a.C. Entretanto, a natureza dos fortes de montanha é fortemente contestada entre arqueólogos, que os atribuem apenas a símbolos de status tribais ou para confinamento de gado e não como construções de defesa.
A tribo não desenvolveu nenhuma cunhagem conhecida, mas o seu controle da indústria de fabricação de sal do sul de Cheshire e partes de sua rede de distribuição provavelmente lhes deu um bom grau de riqueza, multiplicado pelo comércio e a criação de gado. No entanto, sua economia era principalmente do tipo pastoral. Desde cedo na Idade do Ferro, eles tinham tido uma rede de estradas pavimentadas e semi pavimentadas, boas o suficiente para transportar suas famosas carruagens.
Não se deve pensar que os cornóvios pareciam-se com selvagens besuntados de pinturas, os Romanos, que descreveram os Ingleses como "vãos", notaram a sua atenção à aparência e higiene pessoal. Peças de ouro e bronze (por exemplo, pesados colares feitos de fios torcidos de metal) foram encontradas em locais da Idade do Ferro na região. Eles eram especialistas em tecelagem e tingimento e adoravam cores brilhantes. As mulheres usavam seus cabelos em duas tranças grossas como coxas.
Depois da ocupação romana, as terras dos cornóvios se tornaram o centro das operações militares e econômicas. Virocônio dos Cornóvios (em latim: Vicoronium Cornoviorum) se tornou uma das cidades mais importantes na Bretanha Romana, onde a XIV Legião Gêmea foi guarnecida durante algum tempo. Os romanos também exploraram metais tais como cobre, chumbo e prata na área. Alguns cornóvios romanizados ficaram conhecidos por terem servido como legionários romanos.
Ao final do governo romano na Bretanha (por volta de 410) acredita-se que Virocônio se tornou um centro da resistência Britânica aos invasores Anglo-Saxônicos, e especula-se que tenha sido usado como base pelo Rei Artur. Esta teria é baseada nos reforços século VI feitos na cidade e a existência de um palácio substancial. Um manuscrito do século X na Biblioteca Britânica recorda que Virocônio foi ocupada por volta de 493 por Owain Ddantgwyn, um rei do fim do século V e um importante lorde de guerra. Não há nenhuma evidência histórica contemporânea de que ele era realmente conhecido como Artur.
Após este período, e com a expansão implacável do poder Inglês nas terras Britânicas, a área tribal dos Cornóvios ficou sob o governo do Reino de Pengwern. Pengwern foi derrotado pela vizinha Mércia após 642 Os nativos Cornóvios podem ter continuado a morar na área, talvez como Wrekensaete, sob as regras mércias. A sepultura de uma mulher de trinta anos dos cornóvios chamada Védica foi encontrada em Ilkley, Yorkshire.